# Цикл женских турниров ITF
Цикл женских турниров ITF — второй по значимости женский профессиональный теннисный тур.

## Общая информация
Соревнования тура являются промежуточной ступенью между юниорскими и любительскими турнирами с одной стороны и турнирами WTA с другой стороны. ITF, санкционируя и этот и юниорский тур, имеет возможность дополнительно премировать лучших юниоров специальными приглашениями на крупные соревнования этой серии.
Турниры серии имеют призовой фонд от 15 000 до 100 000 долларов. На части соревнований теннисисткам дополнительно оплачивается проживание.
Турниры с призовым фондом менее 80 000 долларов учитываются в рейтинге WTA с недельной задержкой, с призовым фондом в 80 000 и более — одновременно с соревнованиями тура WTA той недели.

## История тура
Первые соревнования ITF, носящие подготовительный статус к турнирам WTA, созданы в 1984 году. Первые турниры проходили под эгидой USTA, Tennis Europe и Tennis Australia. Первый сезон тура состоял из 43 турниров с общим призовым фондом в 340 000 долларов.
В 1986 году федерация выпустила отдельный регламент для тура. Количество соревнований превысило сто турниров, а общий призовой фонд — 1 000 000 долларов. Запущена серия соревнований в Южной Америке, а через некоторое время — серия турниров в восточной Азии.
В 1992 году введён новый пиковый призовой фонд турниров — 75 000 долларов. Через год общий призовой фонд соревнований тура превышает 2 000 000 долларов, а число турниров превышает двести соревнований.
К 1997 году общий призовой фонд соревнований возрастает на 323 % по сравнению с первым сезоном тура. Создан проект Junior Exempt для ускорения прогресса ведущих юниоров.
В 2000 году федерация вводит в регламент возможность дополнительного увеличения призового фонда для двух старших категорий турниров (соревнования с призовым фондом в 50 и 75 тысяч долларов) за счёт оплаты проживания для теннисистов.
В 2003 году число женских турниров достигает 302, а их общий призовой фонд превышает 6 миллионов долларов. Бывший участник проекта Junior Exempt впервые побеждает на соревновании Большого шлема: Жюстин Энен становится сильнейшей на Roland Garros.
В 2004 году создан проект IPIN, по которому каждый игрок задействованный в профессиональном туре получает собственный идентификационный номер.
В 2006 году создана новая категория турниров — соревнования с призовым фондом в 100 000 долларов.
В 2008 году общий призовой фонд женских соревнований впервые превышает 10 миллионов долларов.
В 2011 году на соревновании ITF впервые использована система Hawk-eye (первопроходцами выступили организаторы 100-тысячника в Тайбэе).
В 2012 году введена дополнительная категория наиболее мелких соревнований — турниры с призовым фондом в 15 000 долларов.

## Рейтинговые очки[4]
| Призовые (Сетка)   | Титул | Финал | 1/2 | 1/4 | 1/8 | 1/16 | 1/32 | 1/64 | ПК | К3 | К2 | К1 |
| ------------------ | ----- | ----- | --- | --- | --- | ---- | ---- | ---- | -- | -- | -- | -- |
| $ 100 000 + H (32) | 150   | 110   | 80  | 40  | 20  | 1    | —    | —    | 6  | 4  | 1  | —  |
| $ 100 000 + H (16) | 150   | 110   | 80  | 40  | 1   | —    | —    | —    | 6  | 4  | 1  | —  |
| $ 100 000 (32)     | 140   | 100   | 70  | 36  | 18  | 1    | —    | —    | 6  | 4  | 1  | —  |
| $ 100 000 (16)     | 140   | 100   | 70  | 36  | 1   | —    | —    | —    | 6  | 4  | 1  | —  |
| $ 75 000 + H (32)  | 130   | 90    | 58  | 32  | 16  | 1    | —    | —    | 6  | 4  | 1  | —  |
| $ 75 000 + H (16)  | 130   | 90    | 58  | 32  | 1   | —    | —    | —    | 6  | 4  | 1  | —  |
| $ 75 000 (32)      | 110   | 78    | 50  | 30  | 14  | 1    | —    | —    | 6  | 4  | 1  | —  |
| $ 75 000 (16)      | 110   | 78    | 50  | 30  | 1   | —    | —    | —    | 6  | 4  | 1  | —  |
| $ 50 000 + H (32)  | 90    | 64    | 40  | 24  | 12  | 1    | —    | —    | 6  | 4  | 1  | —  |
| $ 50 000 + H (16)  | 90    | 64    | 40  | 24  | 1   | —    | —    | —    | 6  | 4  | 1  | —  |
| $ 50 000 (32)      | 70    | 50    | 32  | 18  | 10  | 1    | —    | —    | 6  | 4  | 1  | —  |
| $ 50 000 (16)      | 70    | 50    | 32  | 18  | 1   | —    | —    | —    | 6  | 4  | 1  | —  |
| $ 25 000 (32)      | 50    | 34    | 24  | 14  | 8   | 1    | —    | —    | 1  | —  | —  | —  |
| $ 25 000 (16)      | 50    | 34    | 24  | 14  | 1   | —    | —    | —    | 1  | —  | —  | —  |
| $ 15 000 (32)      | 20    | 15    | 11  | 8   | 1   | —    | —    | —    | —  | —  | —  | —  |
| $ 15 000 (16)      | 20    | 15    | 11  | 1   | —   | —    | —    | —    | —  | —  | —  | —  |
| $ 10 000 (32)      | 12    | 8     | 6   | 4   | 1   | —    | —    | —    | —  | —  | —  | —  |
| $ 10 000 (16)      | 12    | 8     | 6   | 1   | —   | —    | —    | —    | —  | —  | —  | —  |